# Alphabet Novgorodov
Cette page contient des caractères spéciaux ou non latins. S’ils s’affichent mal (▯, ?, etc.), consultez la page d’aide Unicode.

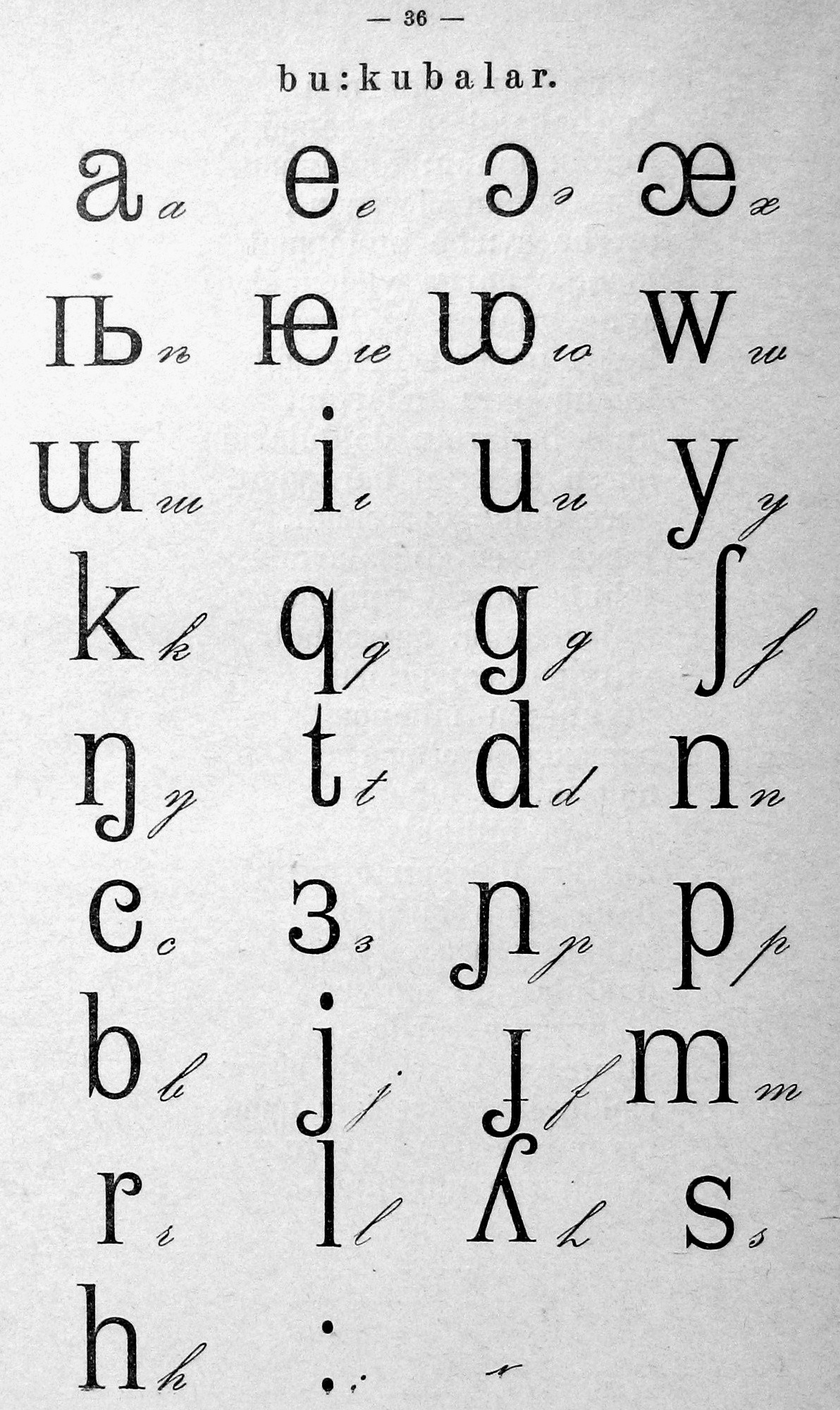
Alphabet Novgorodov.

L’alphabet Novgorodov est un alphabet créé par Semion Novgorodov pour l’écriture du iakoute qui a été utilisé de 1917 à 1927. Cet alphabet faisait exclusivement l’utilisation de lettres minuscules sans lettres majuscules et était basé sur l’alphabet phonétique international.
| a | e | ɔ | ꭢ | ɯ | i | u | y | ꭠ | ꭡ | ꭣ | w | k | q | g | ʃ | ŋ | t | d | n | c | ɜ | ɲ | p | b | m | j | ɟ | r | l | ʎ | s | h |